# Aspelta pachida
Aspelta pachida är en hjuldjursart som först beskrevs av Gosse 1887.  Aspelta pachida ingår i släktet Aspelta och familjen Dicranophoridae. Inga underarter finns listade i Catalogue of Life.